# Mittelwellensender Sigmaringen
Der Mittelwellensender Sigmaringen war bis 1964 eine Sendeanlage des Südwestfunks für Mittelwelle in Sigmaringen.
Er diente zur Verbreitung des ersten Radioprogramms des Südwestfunks anfangs auf 1240 kHz und ab 1947 auf 827 kHz mit 1 kW Sendeleistung. Der Sender ging am 15. November 1946 in Betrieb und verwendete als Sendeantenne bis 1949 einen 38 Meter hohen, bis 1957 einen 120 Meter hohen und bis zum Betriebsende im Jahr 1964 einen 48 Meter hohen Sendemast.
Nachdem der Bodenseesender bei Rohrdorf im Oktober 1964 seinen Betrieb aufgenommen hatte, wurde der Mittelwellensender Sigmaringen vom SWF abgeschaltet und stillgelegt.

## Geschichte
Gegen Ende des Jahres standen dem am 31. März 1946 gegründeten Südwestfunk (SWF) zur Versorgung seines Sendegebiets nur die drei Mittelwellensender in Koblenz und Kaiserslautern in Rheinland-Pfalz sowie in Freiburg in Baden zur Verfügung.
Da für den östlichen und südlichen Versorgungsbereich des Südwestfunks kein Sender zur Verfügung stand, wurde im Jahr 1946 in Sigmaringen ein neuer Mittelwellensender errichtet.
Aufgrund von Schwierigkeiten bei der Beschaffung eines geeigneten Senders, stellte die französische Militärregierung einen aus einem bei Le Havre gesunkenen Schiff geborgenen amerikanischen Truppensender leihweise zur Verfügung. Dieser von der Firma RCA in Schrankform gebaute Sender wurde in Sigmaringen instand gesetzt, arbeitete mit Anodenmodulation und erzeugte eine Ausgangsleistung von 5 kW. Seine Endstufe lief wassergekühlt. Als Aufstellungsort wurde das bundeseigene Grundstück Ziegelhorst auf dem Schönenberg beim Hofgut Amerika, südöstlich der Straße von Sigmaringen nach Bingen ausgewählt.
Als Betriebsgebäude stand ein Barackenbau mit Wohngelegenheiten für das Senderpersonal zur Verfügung.
Der Sender mit dem 38 m hohen selbststrahlenden Sendemast, wurde am 15. November 1946 auf der Frequenz 1240 kHz (241,94 m) in Betrieb genommen und die Frequenz im Jahr 1947 auf 827 kHz (362,76 m) geändert, welche auch nach Inkrafttreten des Kopenhagener Wellenplans am 15. März 1950 beibehalten werden konnte.
Durch Verordnung des französischen Oberbefehlshabers in Deutschland, ging im Jahr 1949 die Sendeanlage aus der Zuständigkeit der Deutschen Post in das Eigentum des SWF über. Im selben Jahr wurde zur Verbesserung der Rundfunkversorgung, ein neuer von der Firma C.H. Jucho aus Dortmund gebauter selbststrahlender Gittermast mit 120 m Höhe errichtet, welcher Mitte 1951 an den Sender Ravensburg abgegeben werden musste.
Die Übernahme des von der französischen Militärverwaltung als Leihgabe zur Verfügung gestellten Senders durch den Südwestfunk scheiterte jedoch, so dass dieser im Jahr 1951 wieder zurückgegeben werden musste. Als Ersatz wurde ein im Eigenbau des SWF hergestellter Sender, welcher in der Endstufe 4 Röhren des Typs RS 384 enthielt, mit Bremsgittermodulation arbeitete und eine Ausgangsleistung von 1 kW lieferte, in Betrieb genommen.
Nachdem das bisherige Grundstück mit den darauf befindlichen Bauten innerhalb der Graf-Stauffenberg-Kaserne zwischenzeitlich wieder als Eigentum auf das Bundesministerium für Verteidigung übergegangen war, kündigte dieses den bestehenden Vertrag mit dem Südwestfunk, da das Gelände ab April 1958 als Standortübungsplatz vorgesehen war.
Die bestehende Sendeanlage wurde daher abgebaut und am 22. Dezember 1957 ein neuer Stadtsender 1 km vom nördlichen Stadtrand entfernt im Gewann Sandbühl in der Sandgrube hinter der Jugendherberge Hohenzollern in Betrieb genommen. Auch dieser Sender wurde wieder vom SWF im Eigenbau hergestellt und war ein Zwillingssender in aktiver Reserve, welcher mit Gittermodulation arbeitete und eine Ausgangsleistung von 2 × 1,5 kW lieferte. Damit war ein unbemannter Betrieb des Senders möglich. Als Antenne wurde ein 48 m hoher selbststrahlender Eisengittermast verwendet.
Da dieser Sender unbemannt betrieben wurde, arbeitete er vollautomatisch und konnte somit vom Sender Ravensburg aus geschaltet und überwacht werden. Dies wurde durch die Verwendung einen vom SWF umgebauten Alibiphons der Firma Müller & Co. aus München sichergestellt.

## Abschaltung und Stilllegung des Senders
Nachdem im Oktober 1964 der Bodenseesender bei Rohrdorf seinen Betrieb aufgenommen hatte, wurde der Mittelwellensender Sigmaringen im Dezember 1964 stillgelegt und abgebaut.

## Bildergalerie

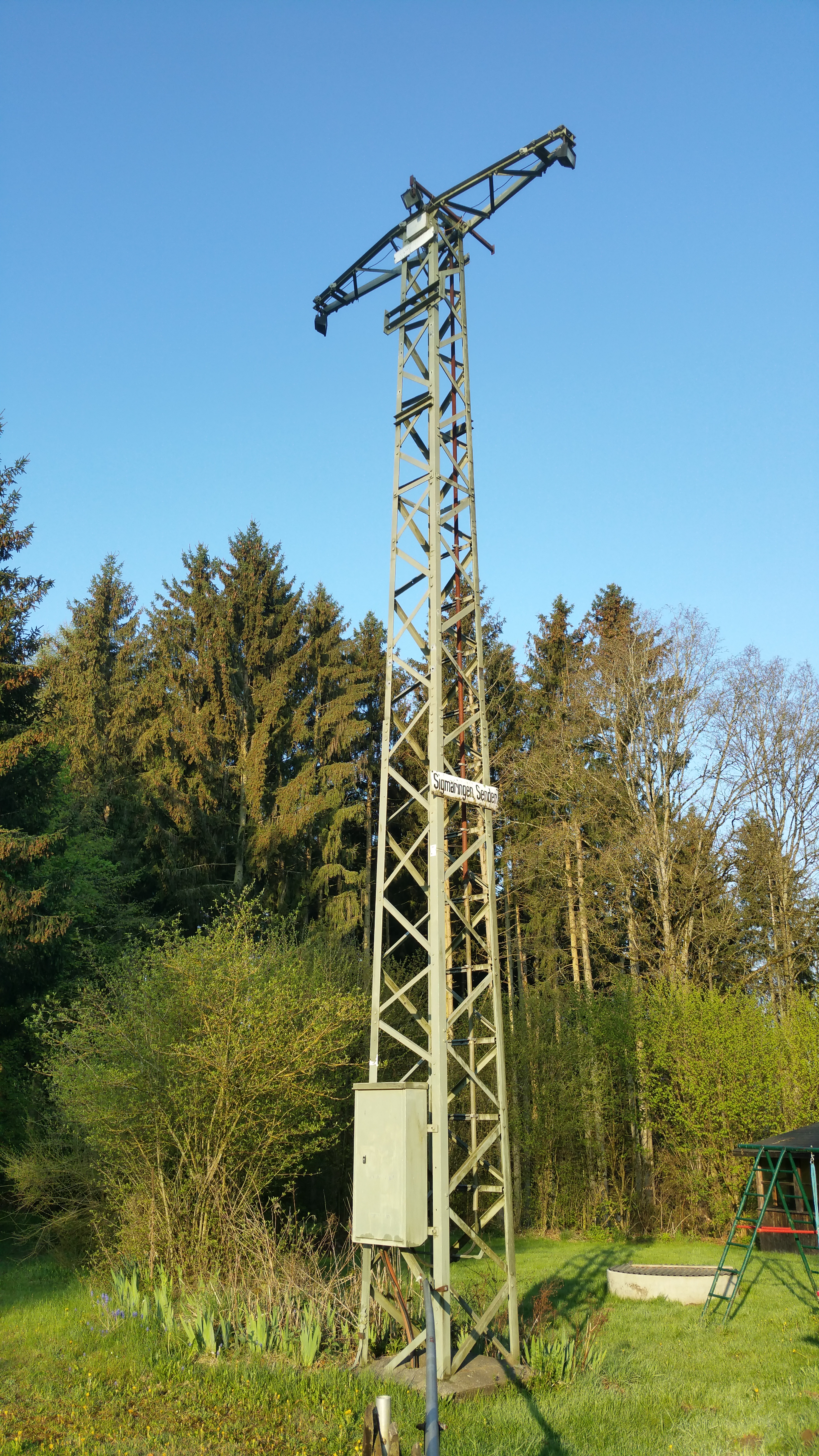
Stahlgittermast mit Schild
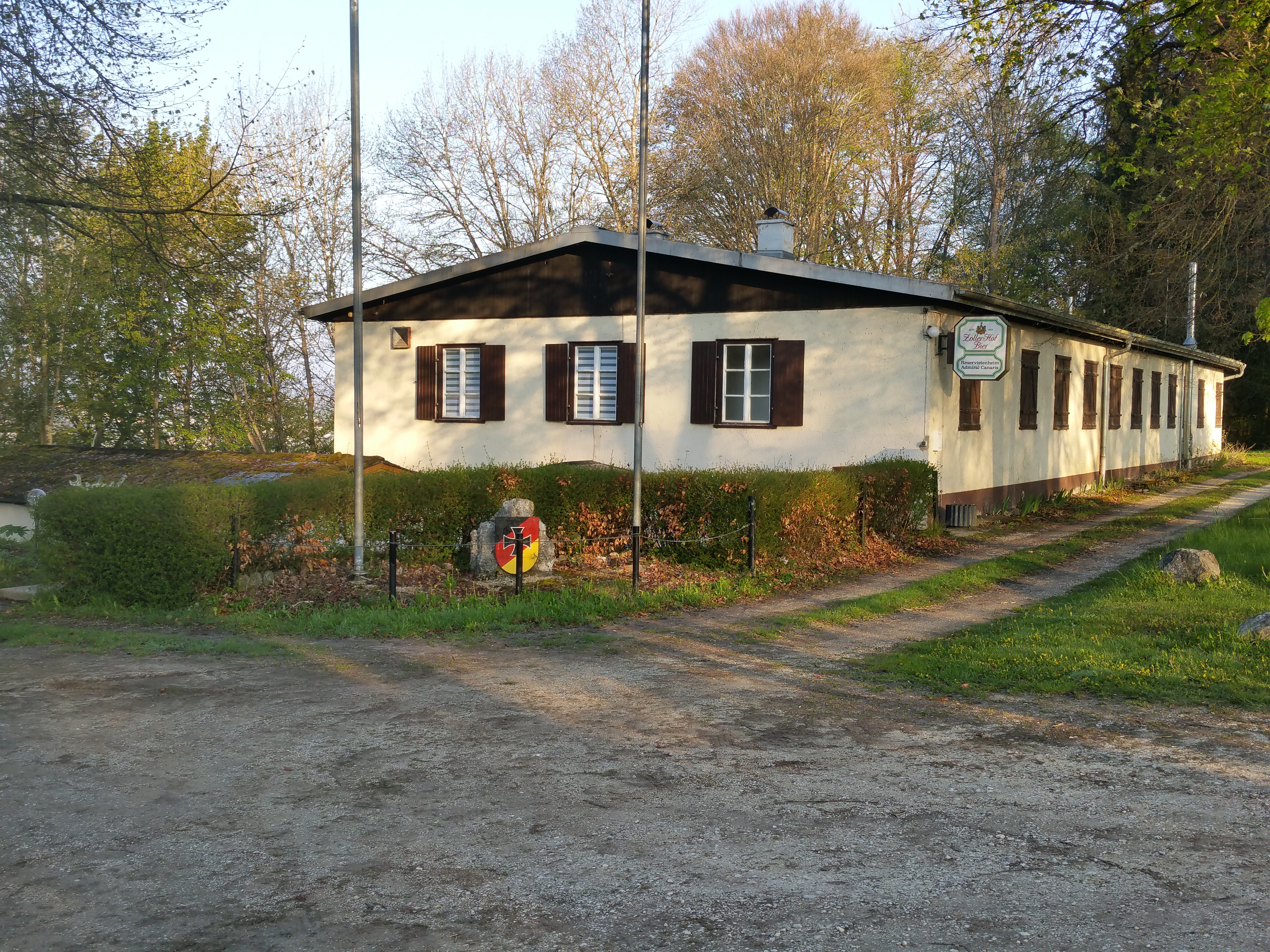
Vorderansicht des ehemaligen Senderhauses
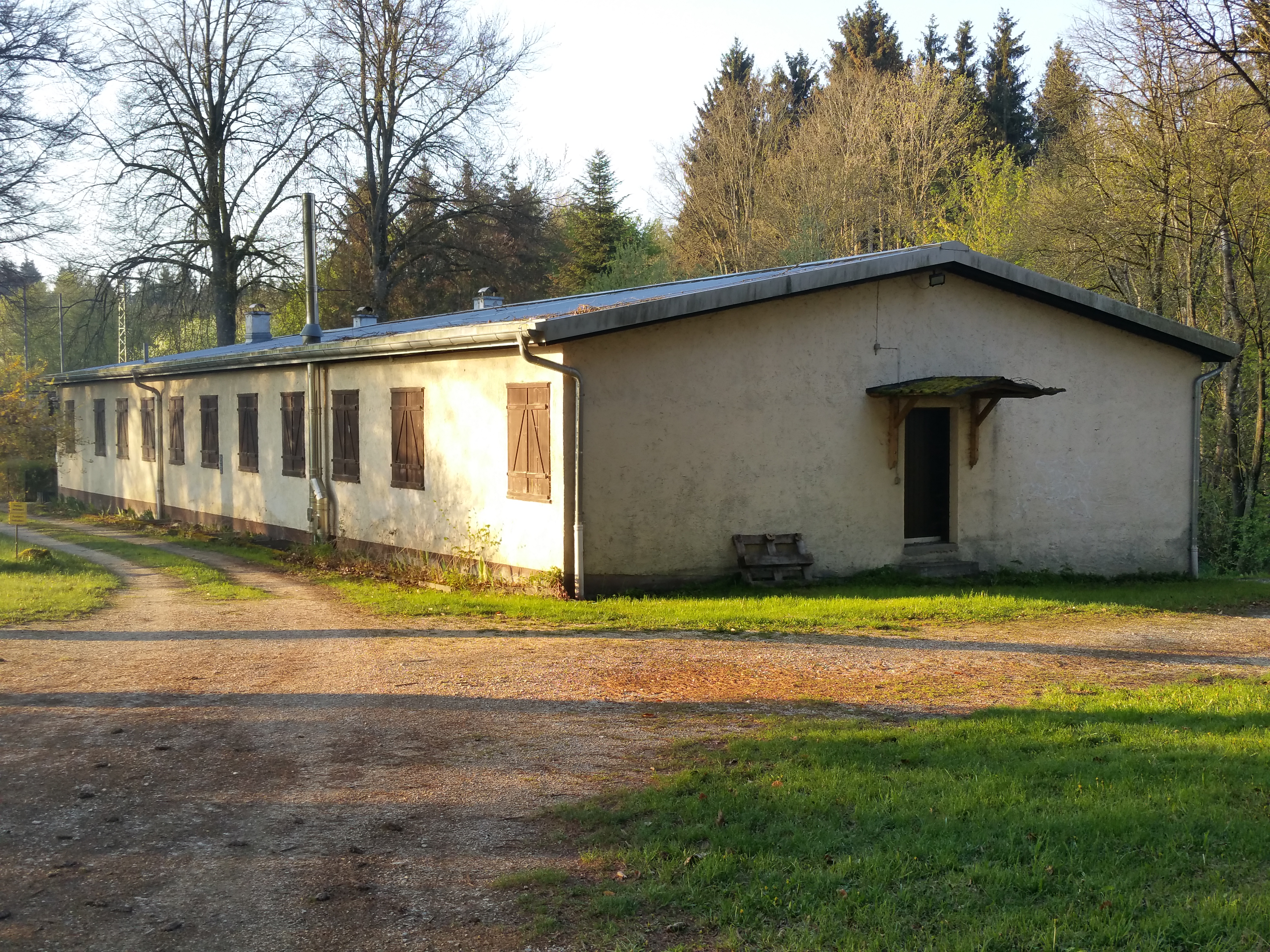
Rückansicht des ehemaligen Senderhauses
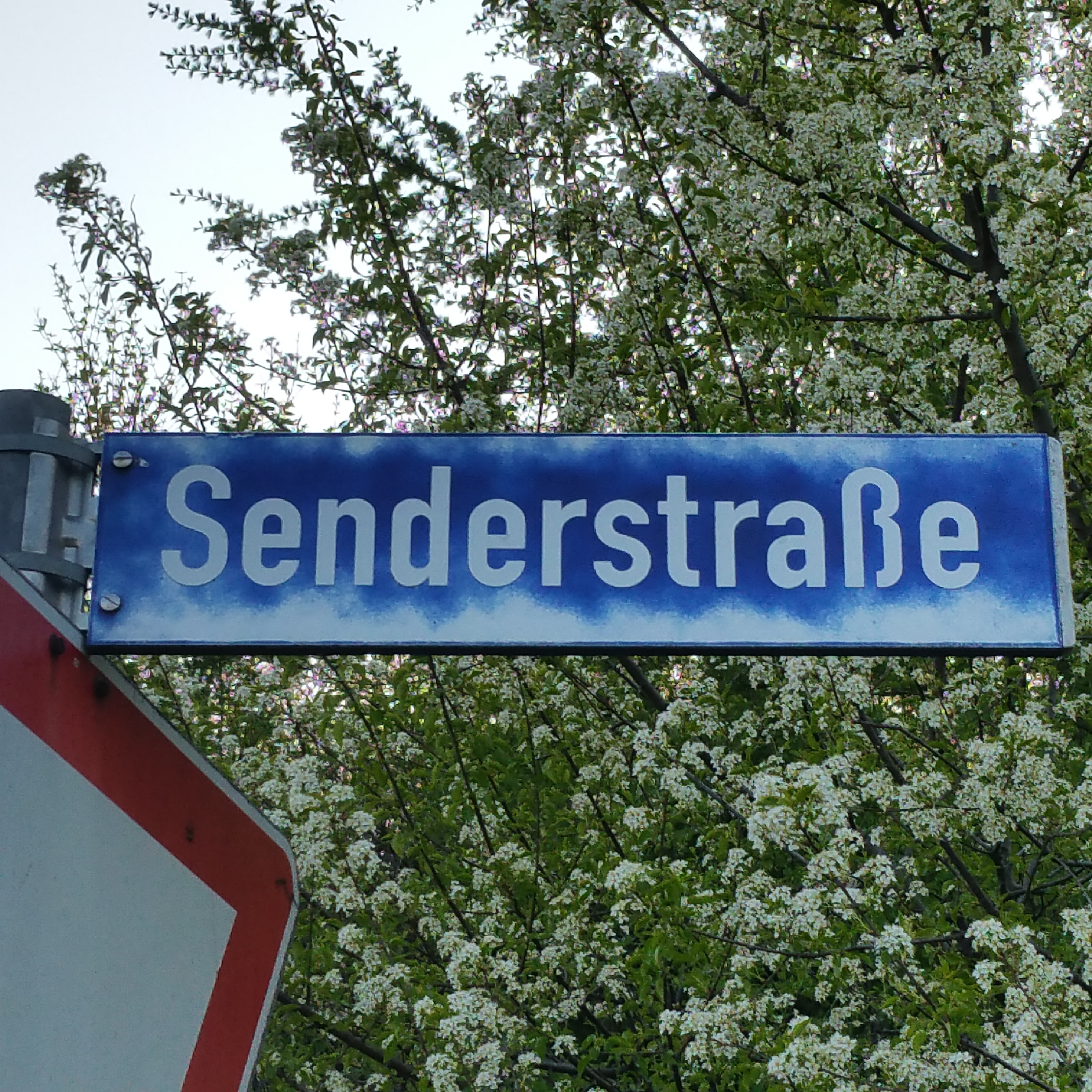
Straßenschild Senderstraße